# Bègles
 Bègles egy francia település Gironde megyében az Aquitania régióban. Lakosainak száma 30 968 fő (2022. január 1.).

## Földrajz

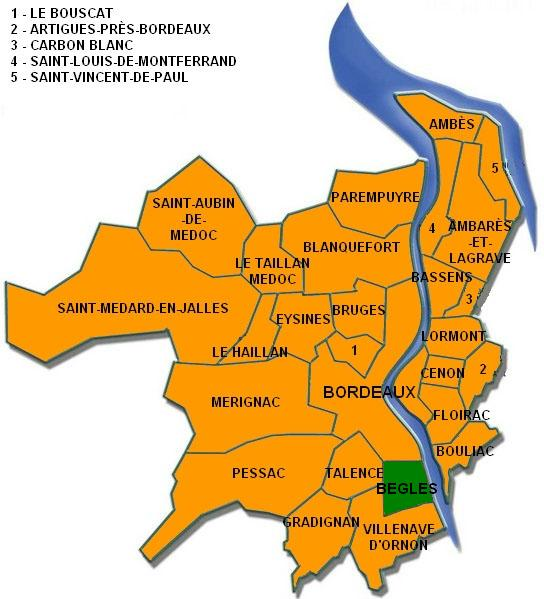
Bègles elhelyezkedése CUB-ban

## Adminisztráció
Polgármesterek:
- 1989–2020 Noël Mamère

## Demográfia
| Lakosok száma | 27 330 | 23 318 | 22 604 | 24 417 | 26 104 | 27 197 | 28 601 | 30 642 | 30 543 | 30 968 |
|               | 1968   | 1982   | 1990   | 2006   | 2013   | 2015   | 2017   | 2019   | 2020   | 2022   |

## Látnivalók
- Château de Francs
- Château du Dorat
- Saint-Pierre templom
- Saint-François templom

## Testvérvárosok
- Spanyolország Collado Villalba 1991-óta
- Németország Suhl  1957-óta
- Írország Bray 1994-óta